# إيما جونز
إيما جونز (بالإنجليزية: Emma Jones)‏ (و. 1982  م) هي لاعبة كرة قدم، من المملكة المتحدة، تلعب كمُدَافِعَة.

## روابط خارجية
- إيما جونز على موقع الاتحاد الأوربي (الإنجليزية)
- إيما جونز على موقع قاعدة بيانات كرة القدم.إي يو (الإنجليزية)